# Fluorid technecičný
Fluorid technecičný je anorganická sloučenina s chemickým vzorcem TcF5.

## Příprava
Fluorid technecičný lze připravit zahříváním práškového technecia v proudu fluoru zředěného dusíkem:
2 Tc + 5 F2  → 2 TcF5
Lze jej také připravit reakcí jodu s fluoridem techneciovým ve fluoridu jodičném:
2 TcF6 + I2  → 2 TcF5 + 2IF

## Vlastnosti
Fluorid technecičný je těkavý a tvoří žluté krystaly v ortorombické soustavě.
Fluorid technecičný je ve vodě hydrolyzován a disproporcionuje na stabilnější sloučeniny technecia: 
3 TcF5 + 8 H2O → HTcO4 + 2 TcO2 + 15 HF